# Albert Günther

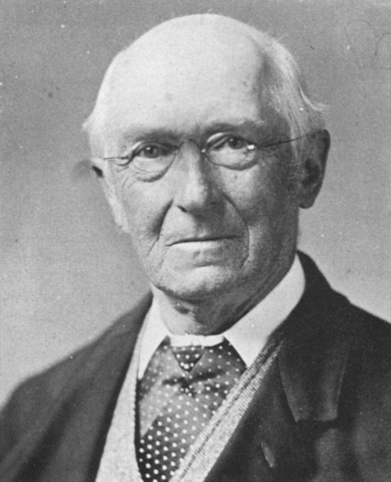
Albert Carl Lewis Gotthilf Günther rond 1900

Albert Carl Lewis Gotthilf Günther (Esslingen am Neckar, 3 oktober 1830 – Richmond upon Thames, 1 februari 1914) was een Brits zoöloog van Duitse afkomst. Hij hield zich voornamelijk bezig met vissen, reptielen en amfibieën.

## Levensloop
Günther werd geboren in Esslingen am Neckar en studeerde theologie in Bonn en Berlijn. Later ging hij geneeskunde studeren in Tübingen. In 1853 ontving hij tevens een doctoraat in de filosofie. Vanaf 1856 was hij als ichtyoloog werkzaam bij het Natural History Museum in Londen. Van 1875 tot 1895 was Günther directeur van de zoölogische afdeling van het museum. Hij overleed op 1 februari 1914 in Londen.
Enkele dieren die hun naam hebben gekregen van Günther zijn de zwarte mamba, de thomsongazelle, de kikkerfamilie Microhylidae, de kleine toepaja en de rattensoort Rattus everetti.
In 1904 onderscheidde de Linnean Society of London hem met de Linnean Medal.
- Bibsys: 1046849
- Biblioteca Nacional de España: XX4907349
- Bibliothèque nationale de France: cb12566483m (data)
- CiNii: DA01188001
- Gemeinsame Normdatei: 116911476
- International Standard Name Identifier: 0000 0001 2118 744X
- Library of Congress Control Number: n85822965
- Bibliotheek van het Japanse parlement: 00745068
- Nationale Bibliotheek van Tsjechië: xx0198330
- Nationale bibliotheek van Australië: 36563671
- Nationale Bibliotheek van Israël: 987007279588905171
- Nederlandse Thesaurus van Auteursnamen: 070527466
- Réseau des bibliothèques de Suisse occidentale: 02-A003335495
- SNAC: w6669m69
- Système universitaire de documentation: 034970290
- Museum of New Zealand Te Papa Tongarewa: 40736
- Trove: 1294734
- Virtual International Authority File: 5048452
- WorldCat: E39PBJw8V94MpvBfJvBmYwHDMP